# Edmundo Maure
Edmundo Maure, talvolta riportato come A. Maure (fl. XX secolo), è stato un calciatore argentino, di ruolo attaccante.

## Caratteristiche tecniche
Giocava come ala destra, interno destro, centravanti e ala sinistra.

## Carriera
Maure entrò nella rosa del Nueva Chicago nel 1925, giocandovi per tre stagioni; trovò però poco spazio. Fu schierato nello spareggio per la vittoria della Copa Campeonato 1925 contro l'Huracán, il 22 agosto 1926: segnò l'unica rete della sua squadra, al 4º minuto. Rimase con il Nueva Chicago fino al 1927; tornò in massima serie in occasione della Primera División 1930 con la maglia dell'Honor y Patria. Esordì nel torneo il 13 aprile 1930 contro l'Argentino de Banfield, giocando come centravanti: segnò anche il gol del pareggio per 1-1, al 48º. Giocò il resto del campionato ricoprendo il ruolo di ala, su entrambe le fasce.